# Heinkel He 172
Die Heinkel He 172 war ein deutsches Schul- und Übungsflugzeug der Ernst Heinkel Flugzeugwerke.

## Entwicklung
Gebaut wurde es 1935 als Weiterentwicklung der Heinkel He 72, von der im November 1934 ein Exemplar mit Townend-Ring und Radverkleidungen ausgerüstet und getestet wurde. Dabei konnte eine um 10 km/h höhere Geschwindigkeit als mit einer herkömmlichen He 72 erreicht werden. 1935 entstanden mit diesen Verbesserungen zwei als He 172 bezeichnete Prototypen, sonst war der Aufbau identisch. Am 3. Oktober 1935 führte Kurt Heinrich mit der He 172 V1 (WNr. 1848, D–EEPO) den Erstflug durch. Die He 172 V2 mit der Werknummer 1849 erhielt das Kennzeichen D–EEHU. Es gab keine Serienfertigung.

## Technische Daten
| Kenngröße             | Daten                                                       |
| --------------------- | ----------------------------------------------------------- |
| Besatzung             | 1–2                                                         |
| Spannweite            | 9,00 m                                                      |
| Länge                 | 7,56 m                                                      |
| Höhe                  | 2,95 m                                                      |
| Flügelfläche          | 20,7 m²                                                     |
| Leermasse             | 540 kg                                                      |
| Zuladung              | 440 kg                                                      |
| Startmasse            | 980 kg                                                      |
| Antrieb               | ein luftgekühlter Siebenzylinder-Sternmotor Bramo Sh 14 A-4 |
| Startleistung         | 160 PS (118 kW)                                             |
| Höchstgeschwindigkeit | 190 km/h in Bodennähe 187 km/h in 1000 m Höhe               |
| Reisegeschwindigkeit  | 175 km/h in Bodennähe                                       |
| Landegeschwindigkeit  | 84 km/h                                                     |
| Steigzeit             | 5,8 min auf 1000 m Höhe 18,6 min auf 3000 m Höhe            |
| Gipfelhöhe            | 4000 m                                                      |
| Reichweite            | 530 km/h                                                    |
| Startrollstrecke      | 200 m                                                       |